# (20377) Jakubisin
(20377) Jakubisin (1998 KX46) – planetoida z pasa głównego asteroid okrążająca Słońce w ciągu 3,57 lat w średniej odległości 2,33 j.a. Odkryta 22 maja 1998 roku.